# Vougy (Loira)
 Vougy  es una población y comuna francesa, situada en la región de Ródano-Alpes, departamento de Loira, en el distrito de Roanne y cantón de Charlieu.

## Demografía
| 1018 | 1073 | 1211 | 1551 | 1604 | 1499 |
| Para los censos de 1962 a 1999 la población legal corresponde a la población sin duplicidades (Fuente: INSEE [Consultar]) |      |      |      |      |      |